# Maarten Stekelenburg
Maarten Stekelenburg (phát âm tiếng Hà Lan: [ˈmaːrtə(n) ˈsteːkələ(n)ˌbʏrx]; sinh ngày 22 tháng 9 năm 1982) là cựu cầu thủ bóng đá người Hà Lan thi đấu ở vị trí thủ môn. Stekelenburg bắt đầu sự nghiệp ở Zandoort 75 trước khi tới VV Schoten, nơi anh đến Ajax năm anh 15 tuổi. Anh có vị trí chính thức ở Ajax vào ngày 22 tháng 1 năm 2002, trong trận tiếp NAC Breda. Vào đầu mùa giải 2002/2003 anh có được danh hiệu đầu tiên cùng Ajax khi câu lạc bộ đoạt Johan Cruiff Schaal. Vào năm 2004 anh cùng Ajax giành danh hiệu vô địch Hà Lan, mùa giải đó anh chơi 1 trận.
Vào ngày 3 tháng 9 năm 2004, anh có trận đấu đầu tiên trong đội tuyển quốc gia khi tiếp Liechtenstein, trận đó Hà Lan thắng 3-0. Mặc dù anh vào đội tuyển từ năm 2004 nhưng phải đến mùa 2006–07 anh mới là thủ môn số 1 của Ajax. Vào năm 2006 anh giành cúp quốc gia Hà Lan đầu tiên và được huấn luyện viên Marco van Basten gọi chuẩn bị cho World Cup 2006 ở Đức, nhưng anh không thi đấu trận nào trong giải này vì Edwin van der Sar là sự lựa chọn số 1. Vào đầu mùa 2006–07 anh giành được cúp Johan Cruiff Schall thứ hai, và anh đã giúp hàng phòng ngự trở nên vững chãi hơn nhiều, và sau đó vào mùa 2006–07, anh giành được Cúp bóng đá Hà Lan thứ hai.

## Thi đấu quốc tế
Stekeleburg được van Basten gọi tham dự Euro 2008 để làm dự bị cho van der Sar. Anh đã được thi đấu trong trận tiếp Romania ở bảng C vào ngày 17 tháng 6. Với việc Hà Lan đã vào bán kết, van Basten đã tạo cơ hội cho các cầu thủ đội dự bị, và Stekeleburg đã được trao cơ hội.

## Đời sống cá nhân
Stekelenburg bị điếc tai bên trái nhưng anh vẫn có thể nghe tốt và việc này không ảnh hưởng đến phong độ trên sân.

## Thành tích

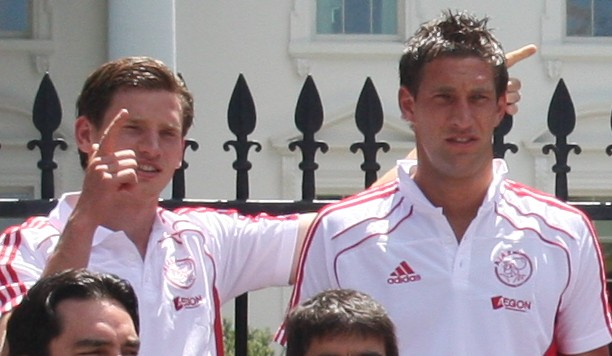
Stekelenburg (phải) và Jan Vertonghen trong màu áo Ajax Amsterdam.

### Câu lạc bộ

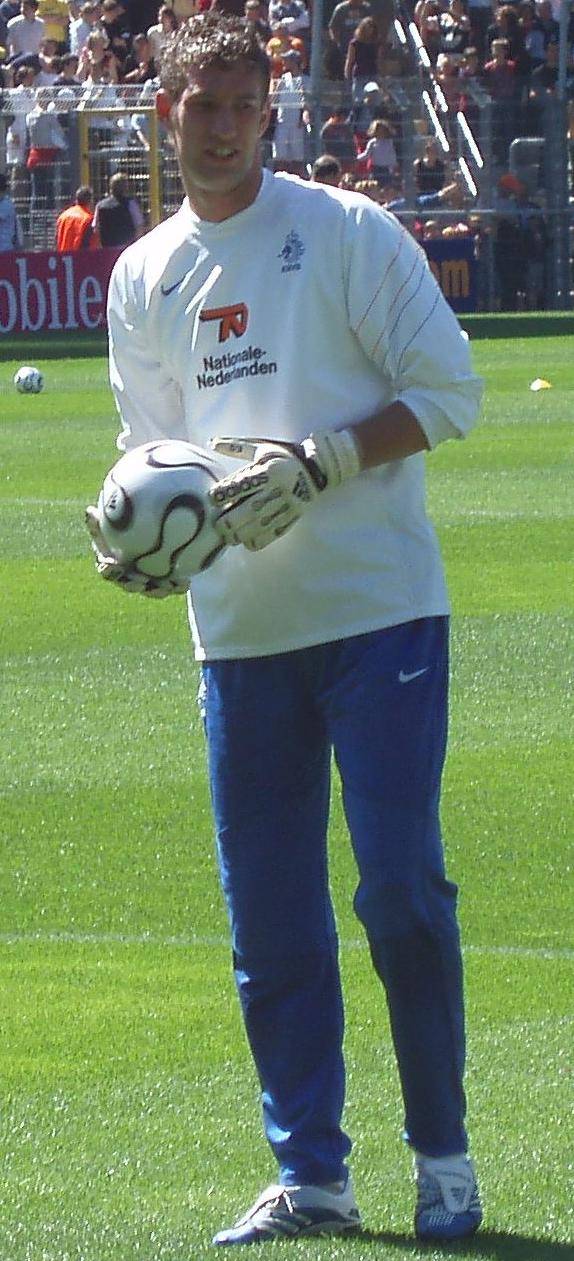
Maarten Stekelenburg trong màu áo đội tuyển Hà Lan

| Câu lạc bộ          | Mùa giải            | Giải đấu       | Giải đấu   | Cúp quốc gia | Cúp quốc gia | Cúp liên đoàn | Cúp liên đoàn | Châu Âu | Châu Âu | Khác | Khác | Tổng cộng | Tổng cộng |    |   |
| Câu lạc bộ          | Mùa giải            | Trận           | Bàn        | Trận         | Bàn          | Trận          | Bàn           | Trận    | Bàn     | Trận | Bàn  | Trận      | Bàn       |    |   |
| ------------------- | ------------------- | -------------- | ---------- | ------------ | ------------ | ------------- | ------------- | ------- | ------- | ---- | ---- | --------- | --------- | -- | - |
| Ajax                | 2002–03             | 9              | 0          | 0            | 0            | –             | –             | 3       | 0       | 1    | 0    | 13        | 0         |    |   |
| Ajax                | 2003–04             | 10             | 0          | 0            | 0            | –             | –             | 1       | 0       | 0    | 0    | 11        | 0         |    |   |
| Ajax                | 2004–05             | 11             | 0          | 1            | 0            | –             | –             | 4       | 0       | 1    | 0    | 17        | 0         |    |   |
| Ajax                | 2005–06             | 27             | 0          | 4            | 0            | –             | –             | 6       | 0       | 4    | 0    | 41        | 0         |    |   |
| Ajax                | 2006–07             | 32             | 0          | 4            | 0            | –             | –             | 9       | 0       | 5    | 0    | 50        | 0         |    |   |
| Ajax                | 2007–08             | 31             | 0          | 1            | 0            | –             | –             | 4       | 0       | 5    | 0    | 41        | 0         |    |   |
| Ajax                | 2008–09             | 12             | 0          | 1            | 0            | –             | –             | 2       | 0       | 0    | 0    | 15        | 0         |    |   |
| Ajax                | 2009–10             | 33             | 0          | 7            | 0            | –             | –             | 10      | 0       | 0    | 0    | 50        | 0         |    |   |
| Ajax                | 2010–11             | 26             | 0          | 4            | 0            | –             | –             | 13      | 0       | 1    | 0    | 43        | 0         |    |   |
| Ajax                | Tổng cộng           | 191            | 0          | 22           | 0            | –             | –             | 52      | 0       | 17   | 0    | 282       | 0         |    |   |
| Roma                | 2011–12             | 29             | 0          | 2            | 0            | –             | –             | 2       | 0       | –    | –    | 33        | 0         |    |   |
| Roma                | 2012–13             | 19             | 0          | 3            | 0            | –             | –             | 0       | 0       | –    | –    | 21        | 0         |    |   |
| Roma                | Tổng cộng           | 48             | 0          | 5            | 0            | –             | –             | 2       | 0       | –    | –    | 55        | 0         |    |   |
| Fulham              | 2013–14             | 19             | 0          | 1            | 0            | 1             | 0             | 0       | 0       | –    | –    | 21        | 0         |    |   |
| Fulham              | Tổng cộng           | 19             | 0          | 1            | 0            | 1             | 0             | 0       | 0       | –    | –    | 21        | 0         |    |   |
| Monaco (mượn)       | 2014–15             | 1              | 0          | 4            | 0            | 3             | 0             | 0       | 0       | –    | –    | 8         | 0         |    |   |
| Southampton (mượn)  | 2015–16             | 17             | 0          | 1            | 0            | 3             | 0             | 4       | 0       | –    | –    | 25        | 0         |    |   |
| Everton             | 2016–17             | 19             | 0          | 0            | 0            | 2             | 0             | 0       | 0       | —    | —    | 21        | 0         |    |   |
| Everton             | 2017–18             | 0              | 0          | 0            | 0            | 1             | 0             | 2       | 0       | —    | —    | 3         | 0         |    |   |
| Everton             | 2018–19             | Premier League | 0          | 0            | 0            | 0             | 2             | 0       | 0       | 0    | —    | —         | 2         | 0  |   |
| Everton             | 2019–20             | Premier League | 0          | 0            | 0            | 0             | 0             | 0       | 0       | 0    | –    | –         | 0         | 0  |   |
| Everton             | Tổng cộng           | 19             | 0          | 0            | 0            | 5             | 0             | 2       | 0       | —    | —    | 26        | 0         |    |   |
| Everton             | Ajax                | 2020–21        | Eredivisie | 9            | 0            | 4             | 0             | —       | —       | 5    | 0    | —         | —         | 18 | 0 |
| Tổng cộng sự nghiệp | Tổng cộng sự nghiệp | 304            | 0          | 37           | 0            | 12            | 0             | 65      | 0       | 17   | 0    | 435       | 0         |    |   |

Tính đến ngày 2 tháng 5 năm 2021.

### Đội tuyển quốc gia
Tính đến ngày 27 tháng 6 năm 2021.
| Đội tuyển quốc gia | Năm       | Trận | Bàn |
| ------------------ | --------- | ---- | --- |
| Hà Lan             | 2004      | 1    | 0   |
| Hà Lan             | 2006      | 2    | 0   |
| Hà Lan             | 2007      | 7    | 0   |
| Hà Lan             | 2008      | 5    | 0   |
| Hà Lan             | 2009      | 9    | 0   |
| Hà Lan             | 2010      | 15   | 0   |
| Hà Lan             | 2011      | 5    | 0   |
| Hà Lan             | 2012      | 10   | 0   |
| Hà Lan             | 2016      | 4    | 0   |
| Hà Lan             | 2021      | 5    | 0   |
| Tổng cộng          | Tổng cộng | 63   | 0   |

## Danh hiệu

### Câu lạc bộ
Ajax
- Eredivisie: 2003–04, 2010–11, 2020–21
- KNVB Cup: 2005–06, 2006–07, 2009–10, 2020–21
- Johan Cruyff Shield: 2002, 2006, 2007

### Đội tuyển Hà Lan
- Á quân FIFA World Cup 2010

### Cá nhân
- Cầu thủ của năm của AFC Ajax: 2008, 2011